# Heroica Nogales
Heroica Nogales, también conocida como Nogales, es una ciudad fronteriza al noroeste del estado mexicano de Sonora, cabecera del municipio homónimo.
Limita hacia el norte con la ciudad de Nogales, Estados Unidos. La ciudad cuenta con una población de 317,500 habitantes (2025). Gran parte del crecimiento de la población en las últimas décadas se debe a la llegada de la industria maquiladora acentuado aún más con el TLCAN. En 2004 la producción bruta total de la industria era aproximadamente el doble de la del sector de servicios y unas cuatro veces más que la de comercio.

## Historia
La ciudad está ubicada en lo que se conoce como la Pimería Alta, un área de la provincia de Sonora y Sinaloa del Virreinato de la Nueva España, compuesto por partes de lo que hoy es el sur de Arizona en los Estados Unidos y el norte de Sonora en México. Esta área tomó su nombre de las comunidades indígenas pimas y los muy relacionados O'odgam (Pápagos) que residen en el Desierto de Sonora. La Pimería Alta fue un sitio de misiones españolas en el Desierto de Sonora establecidas por el misionero jesuita Eusebio Francisco Kino a finales del siglo XVII y a principios del XVIII.
Antes de la fundación de la ciudad, había sido establecido en la zona un rancho llamado Santa María de Guadalupe Los Nogales de Elías en 1841. Por decreto de Porfirio Díaz se estableció una aduana el 2 de agosto de 1880, y posteriormente el gobierno federal autorizó que pasase por el lugar la vía del Ferrocarril de Sonora, misma que fue inaugurada el 25 de octubre de 1882. Estos acontecimientos promovieron el asentamiento paulatino de habitantes en la zona.
La fundación del municipio ocurrió el 11 de julio de 1884, cuando fue publicado el decreto del gobernador de Sonora Luis Emeterio Torres. Poco después, se llegó a un acuerdo con los dueños del Rancho de Guadalupe Los Nogales para la cesión de terreno para el establecimiento de la extensión de terreno señalado a los pueblos para su fundación y edificación de la nueva población. En 1887, el Presidente Díaz ordena la demolición de los edificios cercanos a la frontera para evitar algún problema internacional y ese mismo año se inaugura el telégrafo público para el poblado que ya tenía 886 habitantes. Adquirió el título de villa por decreto del gobierno el 13 de julio de 1889 y el de ciudad hasta en 1920.

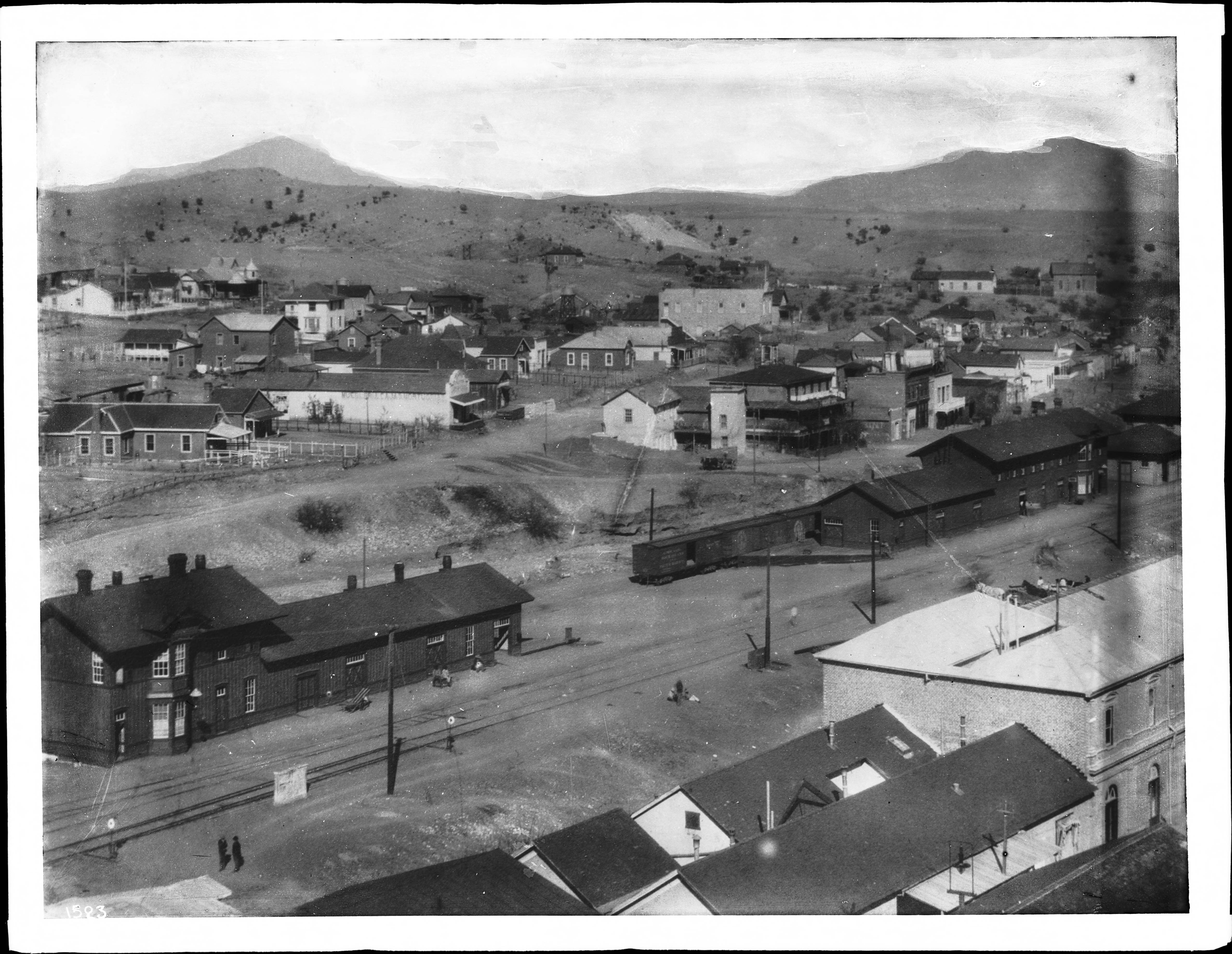
Vista de Nogales en 1905.

El 27 de agosto de 1918 se suscitó un conflicto armado entre el lado mexicano y el lado estadounidense de la frontera en Nogales, conocido como la Batalla de ambos Nogales, como consecuencia de este conflicto se levantó una cerca por parte de los sonorenses. Plutarco Elías Calles, en ese entonces gobernador de Sonora, fue negociador de la paz entre México y Estados Unidos en Nogales en agosto de 1918. En 1961 el Congreso Federal consiguió que a la ciudad se le antepusiera el adjetivo de Heroica, gracias a la participación que tuviera su población con la de la defensa de la integridad del territorio mexicano.
Los años 60 fueron marcados por un desarrollo importante en todo México, y también en Nogales. El gobierno mexicano comienza un proceso para el desarrollo de las regiones fronterizas con el objetivo de limitar la dependencia económica de Estados Unidos, comenzando a ofrecer en Nogales más productos sonorenses y luego regionales, además de la creación de empleo propio a través del ensamble de productos extranjeros con las maquiladoras. En 1962 se concluye el monumento representativo de Nogales: la Puerta de México, cerca de la frontera. El 20% de los recursos del Programa Nacional Fronterizo (fundado en 1961) se dedica a Nogales, por lo que el gobierno estatal de Luis Encinas Johnson creó la Dirección de Fomento Industrial, la cual logró el establecimiento de importantes industrias en la ciudad, como lo fue Motorola en 1967. Todo esto consolida la actual situación de Nogales como un lugar importante para la industria manufacturera de México.
Actualmente en Nogales hay 15 parques industriales, siendo el segundo municipio con más parques industriales en todo Sonora, por detrás de Hermosillo, dentro de estos se encuentran asentadas grandes manufactureras a nivel estatal y nacional, como lo son Chamberlain, Coca-Cola (Bebidas refrescantes de Nogales), Amphenol entre otras. Gracias a estas fábricas Nogales ha crecido exponencialmente, pues la migración y las oportunidades de trabajo son varias dentro de la ciudad, el turismo dejó de ser la principal fuente de ingresos en los nogalenses, con lo que las manufactureras se han posicionado como la principal fuente de ingresos de las familias nogalenses.
Algunos de los parques industriales más importantes y más grandes en la ciudad son:
- Parque Industrial Nogales de (PINSA).
- Parque Industrial San Ramón.
- Parque Industrial El Raquet.
- Parque industrial Nuevo Nogales
- Parque industrial San Carlos

## Monumentos
Nogales cuenta con diversos monumentos que recuerdan a la historia de México, entre los más destacados se encuentra el monumento a la razón, con 30 toneladas de peso y 14 metros de altura, es un complejo escultórico compuesto de un gran hombre indígena desnudo clavándole una lanza a un animal compuesto por distintas partes de animales. Frente al hombre se encuentra Benito Juárez con la constitución política y un brazo apuntando hacia una dirección.
Algunos otros monumentos con los que cuenta la ciudad de Nogales son:
- Monumento a Luis Donaldo Colosio.
- Monumento a la madre.
- Monumento a los maestros.
- Puerta de México.

## Geografía
La ciudad se localiza en el paralelo 31° de latitud norte y el meridiano 110° de longitud oeste de Greenwich, a una altitud de 1200 m sobre el nivel del mar. Se encuentra en el extremo norte del estado a 280 kilómetros de la capital sonorense. La ciudad está conectada con el resto de México por la Carretera Federal 15 de México, que de hecho es conocida también como la Carretera México - Nogales, y asimismo, como carretera internacional.
El territorio municipal es generalmente montañoso. Está constituida por dos corrientes hidrológicas: la que nace al sur en el cañón de los Alisos que da origen al río Magdalena. El río Magdalena forma parte de la cuenca del Río de la Concepción, que surca la región del Desierto del Altar y el arroyo de Nogales, que se une al río Santa Cruz, cuyas aguas se internan en el territorio estadounidense para formar parte de la cuenca del río Gila. El arroyo de Nogales se forma sin ayuda de manantiales y es de escurrimiento violento en las épocas de lluvias y seco el resto del año. Nogales se surtía de agua potable con las aguas subterráneas del arroyo Nogales, de pequeña cuenca de alimentación, por lo que al aumentar la población, se tuvo necesidad de aprovechar el agua del río Santa Cruz, el cual se forma en los Estados Unidos, penetra a territorio mexicano, uniéndose los arroyos de Terrenate y Cuitaca, cruzando la frontera por un lado cercano de Nogales; vuelve al territorio de Arizona, donde se junta con el San Pedro, como afluente del río Gila.

## Clima
El clima de Nogales es semiseco templado, con lluvias en verano, temperaturas máximas de 35 °C, en verano y mínimas que han alcanzado hasta los −10 °C en invierno, dando como resultado grandes nevadas y veranos calurosos, pero nunca tan calurosos como en el desierto de Sonora, ya que, la ciudad está situada a más de 1000 metros sobre el nivel del mar. La precipitación se registra principalmente en los meses de verano, aunque existe una pequeña época de lluvias en invierno, principalmente en los meses de diciembre y de enero, donde se presentan nevadas, aunque ha llegado a nevar hasta en mayo (1976).
| Parámetros climáticos promedio de Heroica Nogales, Sonora (1951-2010)        | Parámetros climáticos promedio de Heroica Nogales, Sonora (1951-2010) | Parámetros climáticos promedio de Heroica Nogales, Sonora (1951-2010) | Parámetros climáticos promedio de Heroica Nogales, Sonora (1951-2010) | Parámetros climáticos promedio de Heroica Nogales, Sonora (1951-2010) | Parámetros climáticos promedio de Heroica Nogales, Sonora (1951-2010) | Parámetros climáticos promedio de Heroica Nogales, Sonora (1951-2010) | Parámetros climáticos promedio de Heroica Nogales, Sonora (1951-2010) | Parámetros climáticos promedio de Heroica Nogales, Sonora (1951-2010) | Parámetros climáticos promedio de Heroica Nogales, Sonora (1951-2010) | Parámetros climáticos promedio de Heroica Nogales, Sonora (1951-2010) | Parámetros climáticos promedio de Heroica Nogales, Sonora (1951-2010) | Parámetros climáticos promedio de Heroica Nogales, Sonora (1951-2010) | Parámetros climáticos promedio de Heroica Nogales, Sonora (1951-2010) |
| Mes                                                                          | Ene.                                                                  | Feb.                                                                  | Mar.                                                                  | Abr.                                                                  | May.                                                                  | Jun.                                                                  | Jul.                                                                  | Ago.                                                                  | Sep.                                                                  | Oct.                                                                  | Nov.                                                                  | Dic.                                                                  | Anual                                                                 |
| ---------------------------------------------------------------------------- | --------------------------------------------------------------------- | --------------------------------------------------------------------- | --------------------------------------------------------------------- | --------------------------------------------------------------------- | --------------------------------------------------------------------- | --------------------------------------------------------------------- | --------------------------------------------------------------------- | --------------------------------------------------------------------- | --------------------------------------------------------------------- | --------------------------------------------------------------------- | --------------------------------------------------------------------- | --------------------------------------------------------------------- | --------------------------------------------------------------------- |
| Temp. máx. abs. (°C)                                                         | 31.0                                                                  | 32.0                                                                  | 36.0                                                                  | 40.0                                                                  | 44.0                                                                  | 46.0                                                                  | 43.0                                                                  | 43.0                                                                  | 39.0                                                                  | 39.0                                                                  | 33.0                                                                  | 29.0                                                                  | 46.0                                                                  |
| Temp. máx. media (°C)                                                        | 17.8                                                                  | 18.1                                                                  | 21.0                                                                  | 24.9                                                                  | 29.3                                                                  | 34.1                                                                  | 33.5                                                                  | 32.1                                                                  | 30.7                                                                  | 26.4                                                                  | 21.2                                                                  | 17.3                                                                  | 25.5                                                                  |
| Temp. media (°C)                                                             | 10.1                                                                  | 10.6                                                                  | 13.1                                                                  | 16.6                                                                  | 20.8                                                                  | 25.6                                                                  | 26.4                                                                  | 25.3                                                                  | 23.4                                                                  | 18.8                                                                  | 13.5                                                                  | 9.9                                                                   | 17.8                                                                  |
| Temp. mín. media (°C)                                                        | 2.3                                                                   | 3.1                                                                   | 5.2                                                                   | 8.2                                                                   | 12.3                                                                  | 17.0                                                                  | 19.3                                                                  | 18.5                                                                  | 16.2                                                                  | 11.1                                                                  | 5.8                                                                   | 2.5                                                                   | 10.1                                                                  |
| Temp. mín. abs. (°C)                                                         | -10.0                                                                 | -9.0                                                                  | -9.0                                                                  | -4.0                                                                  | -2.0                                                                  | 0.0                                                                   | 11.0                                                                  | 8.0                                                                   | 6.0                                                                   | -3.0                                                                  | -4.0                                                                  | -10.0                                                                 | -10.0                                                                 |
| Precipitación total (mm)                                                     | 24.7                                                                  | 27.7                                                                  | 19.5                                                                  | 8.1                                                                   | 5.0                                                                   | 10.0                                                                  | 110.5                                                                 | 115.1                                                                 | 52.0                                                                  | 32.7                                                                  | 21.5                                                                  | 28.1                                                                  | 454.9                                                                 |
| Días de precipitaciones (≥ 0.1 mm)                                           | 3.5                                                                   | 3.5                                                                   | 2.6                                                                   | 1.4                                                                   | 1.2                                                                   | 1.6                                                                   | 10.1                                                                  | 9.9                                                                   | 4.8                                                                   | 2.6                                                                   | 2.6                                                                   | 3.5                                                                   | 47.3                                                                  |
| Fuente: Servicio Meteorológico Nacional. Actualizado el 11 de abril de 2017. |                                                                       |                                                                       |                                                                       |                                                                       |                                                                       |                                                                       |                                                                       |                                                                       |                                                                       |                                                                       |                                                                       |                                                                       |                                                                       |

## Demografía
| Religiones más frecuentes (censo 2020)       | Religiones más frecuentes (censo 2020)       | Religiones más frecuentes (censo 2020) | Religiones más frecuentes (censo 2020) | Religiones más frecuentes (censo 2020) |
| -------------------------------------------- | -------------------------------------------- | -------------------------------------- | -------------------------------------- | -------------------------------------- |
| Religión                                     | Religión                                     |                                        | Porcentaje                             | Porcentaje                             |
|                                              |                                              |                                        |                                        |                                        |
| Católicos                                    | Católicos                                    |                                        | 53.3%                                  | 53.3%                                  |
| Pentecostales, evangélicos, otros cristianos | Pentecostales, evangélicos, otros cristianos |                                        | 33.3%                                  | 33.3%                                  |
| Otros                                        | Otros                                        |                                        | 13.4%                                  | 13.4%                                  |

De acuerdo con los resultados del Censo de Población y Vivienda 2020 del Instituto Nacional de Estadística y Geografía (INEGI), la ciudad cuenta con una población de 261,137 habitantes, lo que la convierte en la 3.ª ciudad más poblada de Sonora solo por debajo de la capital Hermosillo y Ciudad Obregón, así mismo es la 7.ª ciudad fronteriza más poblada de México, detrás de Tijuana, Ciudad Juárez, Mexicali, Heroica Matamoros, Reynosa y Nuevo Laredo y la 66.ª ciudad más poblada de México.
En general, el crecimiento en la población de la ciudad ocurre debido a la inmigración de personas de todo México, en especial del Pacífico mexicano, que buscan trabajar en las empresas manufactureras de la frontera, donde los salarios son más elevados con respecto a los del resto del país.

### Población de Heroica Nogales 1900-2020
| Gráfica de evolución demográfica de Heroica Nogales entre 1900 y 2020                             |
|                                                                                                   |
| Población de los censos del Instituto Nacional de Estadística y Geografía (INEGI) de 1900 a 2020. |

## Gobierno
Véase también Presidentes municipales
La sede del gobierno municipal se ubica en la ciudad de Heroica Nogales. El ejercicio gubernamental recae en el presidente municipal y su gabinete, elegidos cada tres años. De los veintiún distritos electorales estatales de Sonora, dos corresponden a la ciudad de Nogales. Nogales es también cabecera del II Distrito Electoral Federal de Sonora de la Cámara de Diputados del Congreso de la Unión de México.
El Municipio cuenta con el Instituto Municipal de Investigación y Planeación de Nogales, que se encarga de establecer la continuidad en los procesos de planeación entre las administraciones locales.

## Economía

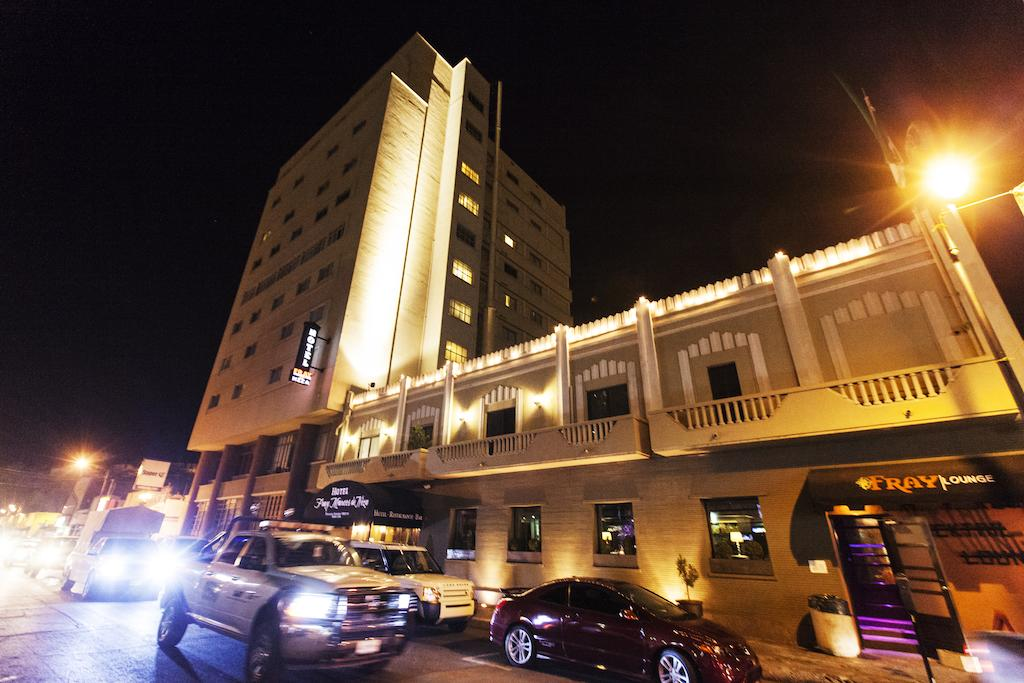
Vista del Hotel Fray Marcos de Niza el edificio más alto de la ciudad.

Por su situación geográfica, la ciudad es también el principal punto de acceso de turistas estadounidenses al estado de Sonora. Es por eso, además, que la actividad económica más importante del municipio de Nogales es la industria maquiladora extranjera de exportación (hacia los Estados Unidos principalmente), operando un total de 104 plantas en 15 parques industriales diferentes, en las que se tiene una planta de aproximadamente 25 mil 400 trabajadores, casi la mitad de la población económicamente activa del municipio.
En Nogales se encuentran establecidas 6 de las 50 empresas más grandes de Sonora, en áreas como la automotriz, aeroespacial, metal-mecánica, productos médicos y electrónicos.
El municipio cuenta también con una gran variedad de establecimientos comerciales y servicios, los principales son los supermercados, restaurantes, importaciones, ferreterías, constructoras, servicios de transporte y hospedaje, etc. También tiene un centro comercial importante y moderno llamado Nogales Mall.

## Educación
Según el censo de población y vivienda 2010, en Nogales la tasa de alfabetización de las personas de entre 15 y 24 años es de 98.4% y la de las personas de 25 años o más es de 97.3%. La asistencia escolar para las personas de 3 a 5 años es del 33%; de 6 a 11 años es del 97.2%; de 12 a 14 años es del 95.1% y de 15 a 24 años es del 41.8%.
| Distribución de la población de 15 años y más según nivel de escolaridad | Distribución de la población de 15 años y más según nivel de escolaridad | Distribución de la población de 15 años y más según nivel de escolaridad | Distribución de la población de 15 años y más según nivel de escolaridad | Distribución de la población de 15 años y más según nivel de escolaridad |
| ------------------------------------------------------------------------ | ------------------------------------------------------------------------ | ------------------------------------------------------------------------ | ------------------------------------------------------------------------ | ------------------------------------------------------------------------ |
| Nivel de escolaridad                                                     | Nivel de escolaridad                                                     |                                                                          | Porcentaje                                                               | Porcentaje                                                               |
|                                                                          |                                                                          |                                                                          |                                                                          |                                                                          |
| Sin instrucción                                                          | Sin instrucción                                                          |                                                                          | 1.9%                                                                     | 1.9%                                                                     |
| Básica                                                                   | Básica                                                                   |                                                                          | 55.7%                                                                    | 55.7%                                                                    |
| Técnica con primaria                                                     | Técnica con primaria                                                     |                                                                          | 0.6%                                                                     | 0.6%                                                                     |
| Media superior                                                           | Media superior                                                           |                                                                          | 25.4%                                                                    | 25.4%                                                                    |
| Superior                                                                 | Superior                                                                 |                                                                          | 15.7%                                                                    | 15.7%                                                                    |
| No especificado                                                          | No especificado                                                          |                                                                          | 0.7%                                                                     | 0.7%                                                                     |

En Nogales se cuenta con 78 escuelas públicas con educación primaria, 95 escuelas preescolar públicas y privadas, 35 escuelas secundarias públicas y privadas y 7 preparatorias públicas (COBACH, CECYTE, CETIS, CONALEP, CETMAR).
Además la ciudad cuenta con la preparatoria municipal, la cual recibió inversión por parte de la federación, convirtiéndose en una excelente opción para la educación media superior en la ciudad.

### Instituciones de educación superior
Nogales cuenta con diversas instituciones de educación superior, incluido un campus de la Universidad de Sonora, la cual cuenta con las carreras profesionales de psicología, administración, comercio internacional, comunicación organizacional, ciencias de la comunicación, derecho y educación.
Se encuentran además el Instituto Tecnológico de Nogales, la Universidad del Valle de México, la Universidad Durango Santander, la Universidad Tecnológica de Nogales, entre otras.

## Salud
Nogales cuenta con diversos hospitales entre los que se encuentran el Centro Hospitalario México, el Hospital General de Nogales, el Hospital del Socorro, así como también instalaciones del IMSS, ISSSTE, ISSSTESON  y HGN (Hospital General de Nogales).
En el municipio el 71.5% de la población es derecho habiente a algún tipo de salud pública. De toda la población del municipio, 55% tiene acceso al IMSS, 7.6% al Seguro Popular, 6.6% al ISSSTE, y 3.9% cuenta con otro tipo de seguridad médica.
En febrero del 2018, el presidente de México Enrique Peña Nieto y la gobernadora Claudia Pavlovich inauguraron el nuevo hospital general de zona número 5, que significó un avance en el rezago hospitalario con el que se cuenta en el norte de Sonora.

## Cultura

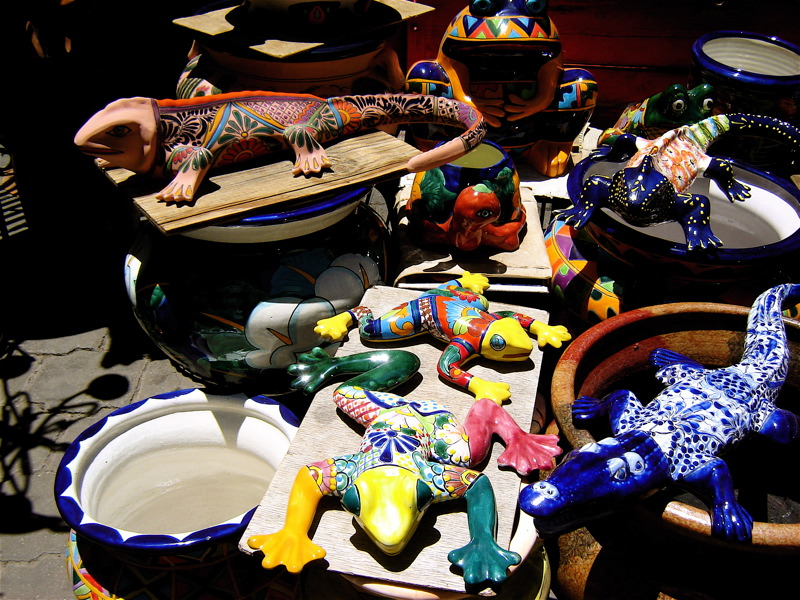
Curiosidades en el Centro de Nogales.

En la ciudad se llevan a cabo las fiestas de mayo, llamadas en un principio "Fiestas de primavera" y "Fiestas de las Flores". La idea nació de un grupo de hombres de negocios quienes se reunieron para planear y dar cuerpo a este Proyecto en 1940, al año siguiente se inició la primera "Fiesta de las Flores".
En la ciudad se encuentran múltiples monumentos, incluidos el Monumento a Juárez cerca del centro de la ciudad, el monumento a la ignorancia, justo detrás del de a Juárez y uno a Jesús García Corona "Héroe de Nacozari", que incluye una réplica de la máquina 501.
Además está la parroquia de la Purísima Concepción, una estructura que data de 1891.
Nogales también cuenta con una Casa de la Cultura, un teatro auditorio y el Museo de Arte de Nogales (MUAN) proyecto arquitectónico de Mario Pani.
Entre el 27 de octubre y 2 de noviembre se lleva a cabo "la feria del hueso". Una fiesta dedicada a aquellos que se nos adelantaron la cual se lleva a cabo en el panteón Reforma. Una celebración que se ha convertido en una tradición, en donde las personas pueden consumir alimentos típicos mexicanos, como lo son el pan de muerto, gorditas de nata, elotes, etc. Además de encontrar hoyas, colchas, etc. 

## Gastronomía
El platillo típico de Nogales es sin duda "chimichangas y tacos de perro" elaborados desde 1957 por la familia Gaviño.
José Gaviño García, originario de La Navidad, Jalisco, fue el inventor de la receta en los años cincuenta cuando en busca de obtener recursos para sostener a su esposa y cinco hijos ideó los ahora tradicionales "tacos de perro".
El señor Gaviño combinó especies como clavo, orégano, pimienta, tomate, cebolla, papa y carne molida y en tortillas de maíz creó los tradicionales tacos que ahora son sustento de decenas de familias en Nogales. Los tacos dorados se complementan con repollo picado y una rica salsa compuesta de chile pico de pájaro licuado con tomate y ajo además de tomate picado, que le da un sabor único al tradicional alimento.
Los tacos estilo Gaviño ahora se ofertan en varios municipios de Sonora como Magdalena, Ímuris. Guaymas y Hermosillo así como por varias familias nogalenses, pero los originales siguen fabricándose en la colonia Buenos Aires.
El negocio familiar es propiedad de Javier Gaviño Álvarez y laboran hermanos, primos, sobrinos además de amigos para mantener viva la tradición que inició en el año de 1957 y que ahora es parte de los alimentos característicos de esta frontera.

## Deporte
En Nogales el deporte ha simbolizado muchas cosas, pues personas de la ciudad han llegado al Podio (deporte), como lo fue Ana Gabriela Guevara.

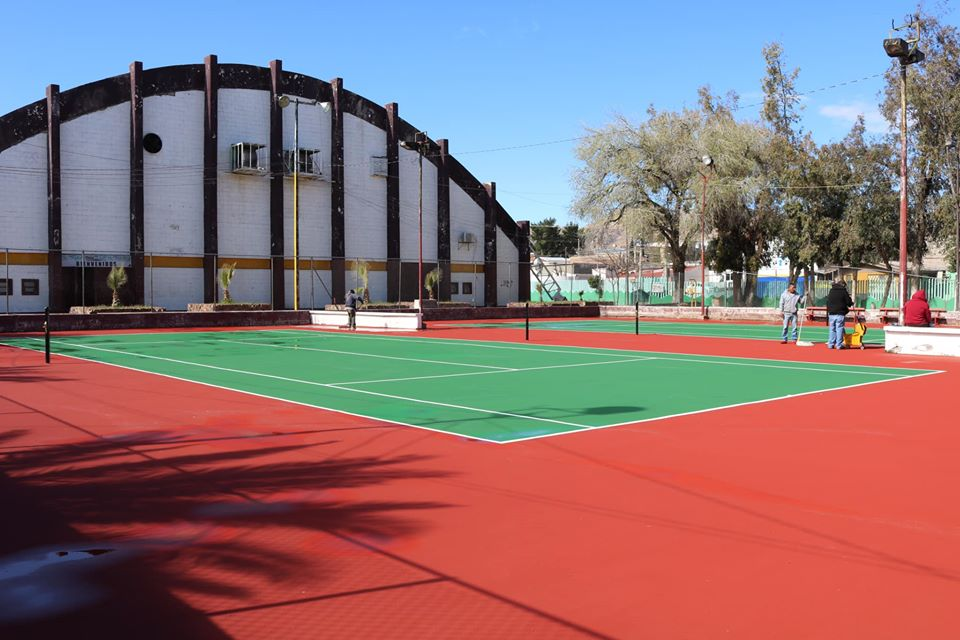
Canchas de tenis en la unidad deportiva

En Nogales se cuenta con gran infraestructura deportiva, como lo es la unidad deportiva "Gustavo Diaz Ordaz" (próximamente Estrellas Nogalenses), esta unidad deportiva es la más famosa y la más concurrida, recibió una remodelación por parte del gobierno federal con una inversión de más de 50 millones de pesos. Se remodelaron las canchas de básquetbol, fútbol y fútbol rápido, canchas de basquetbol, entre otras cosas.
Unidad Deportiva "Los virreyes", es una unidad que se encontraba olvidada, sin embargo recibió inversión por parte del gobierno federal con lo cual ahora se encuentra equipada con pistas de skate, canchas de fútbol, gimnasio de Box y canchas de básquetbol.
Estadio Doctor Alberto Hoeffer, es un estadio relativamente pequeño que fue construido en 1963 y desde ese entonces no se ha remodelado. En su época dorada como se le suele decir albergó grandes equipos internacionales, como los son los indios de Cleveland y los cachorros de Chicago, con lo cual se ha convertido en un icono en la ciudad, tiene capacidad para 5,000 espectadores, tiene pasto natural.

## Transporte
El Aeropuerto Internacional de Nogales es el aeropuerto de la ciudad y se encuentra al sur de la misma, es un aeropuerto de tamaño pequeño. Según datos de Aeropuertos y Servicios Auxiliares, la dependencia del Gobierno Federal que maneja el aeropuerto, en 2017 el aeropuerto recibió 1,952 pasajeros.
El medio de transporte más utilizado es el automóvil. La Carretera Federal 15 de México conecta a Nogales con Hermosillo en un trayecto de tres horas, con Ciudad Obregón a 5 horas, con Culiacán en un trayecto de once horas, y Los Mochis un trayecto de 9 horas. Hacia el norte, la ciudad de Tucson, Arizona se encuentra aproximadamente a un trayecto de una hora y la de Phoenix en uno de tres horas.

## Ciudades hermanas
- Nogales, Estados Unidos.[16]

## Galería
|                                          |
| Vista de la frontera de Nogales en 2008. |

|                                                  |
| Vista de Nogales, Sonora desde Nogales, Arizona. |

|                                                                      |
| Monumento a los mexicanos participantes de Batalla de ambos Nogales. |

| |
| Monumento a los ciudadanos de Nogales, Sonora, que participaron en la Batalla del 27 de agosto de 1918. |

|                               |
| Casas en un cerro en Nogales. |

|                                                                                       |
| Un tren del servicio nacional de trenes de México viaja debajo de uno de los puentes. |

|                                                              |
| El Centro de Usos Múltiples en Nogales ahora museo de artes. |

|                         |
| Busto a Miguel Hidalgo. |